# Журд, Франсуа
Франсуа Журд (фр. François Jourde; 4 июля 1843, Шассань — 20 марта 1893, Ницца) — член Парижской коммуны, правый прудонист.

## Биография
Франсуа Журд родился 4 июля 1843 года в местечке Шассань.
По профессии бухгалтер, служил в банке, в 1870 году был сержантом национальной гвардии, в 1871 году — секретарём комиссии по устройству обороны 5 округа и 18 марта принадлежал к так называемому Центральному комитету. С большим умением и умеренностью заведовал финансами во всё время господства Коммуны, всегда противясь насильственным мерам. 21—28 мая 1871 года мужественно сражался на баррикадах.
После падения Коммуны был приговорён к ссылке в Новую Каледонию, откуда в 1874 году бежал. Амнистия 1880 года дала ему возможность вернуться во Францию, где он стал редактором газеты «La Convention nationale». Примкнул к французской Рабочей партии.
Написал: «Les Condamnés politiques en Nouvelle-Calédonie» (1876) и «Souvenirs d’un membre de la commune» (Brux, 1877).
Франсуа Журд умер 20 марта 1893 года в городе Ницце.